# Metynnis mola
Metynnis mola es una especie de pez de la familia Characidae en el orden de los Characiformes.

## Morfología
Los machos pueden llegar alcanzar los 15 cm de longitud total.

## Hábitat
Es un pez de agua dulce y de clima tropical entre 20 °C - 26 °C de temperatura.

## Distribución geográfica
Se encuentran en Sudamérica:  cuencas de los ríos  Paraguay y  Paraná.